# Провидение (предприятие)
Дружество „Провидение“ е османско предприятие за морски транспорт със седалище в Константинопол, съществувало през 1862 – 1865 година.
То е основано на 6 декември 1862 г. по инициатива на търговеца Петър Попов и набира акционери главно сред българите в Константинопол и североизточна България - Илия Дюкмеджиев, Янко и Петър Карадончови. Уставът е приет на 1 май 1863 г. и е регистрирано през 1864 г. Сочено е за първото българско мореплавателно предприятие и първото българско акционерно дружество изобщо. Капиталът му е разпределен в 1250 акции по 10 турски лири. Издадени са 500 акции, които са най-старите български ценни книжа.
Целта на дружеството е превоз с български кораби на стоките на българския еснаф и на българските търговски фирми в османската столица до градовете по Българското черноморско крайбрежие. Обратно превозва земеделска стока. От печалбата се заделя 10% за българските училища.
Дружеството купува кораба „Азис“, който с предимно британски екипаж извършва плавания в западното Черноморие. На 8 февруари 1864 г. параходът достига до Цариград. Извършват се рейсове по българското и турското крайбрежие. С това се поставя началото на българското морско корабоплаване. През 1865 година дружеството фалира.